# Lejeunea monoica
Lejeunea monoica là một loài Rêu trong họ Lejeuneaceae. Loài này được (Bischl.) R.M. Schust. mô tả khoa học đầu tiên năm 1980.